# Vuk Milutinović
Vuk Milutinović (cyryl. Вук Милутиновић; (ur. 29 maja 1991) – serbski siatkarz, reprezentant kraju, grający na pozycji środkowego.

## Sukcesy klubowe[6]
Puchar Serbii:
- 2009, 2011, 2013, 2014, 2016[7]

Mistrzostwo Serbii:
- 2012, 2013, 2014, 2015, 2016[8]
- 2009, 2010
- 2011, 2017

Superpuchar Serbii:
- 2011, 2012, 2013, 2014, 2016, 2018[9]

## Sukcesy reprezentacyjne
Mistrzostwa Europy Kadetów:
- 2009

Mistrzostwa Świata Kadetów:
- 2009

Mistrzostwa Europy Juniorów:
- 2010

Mistrzostwa Świata Juniorów:
- 2011

Mistrzostwa Świata U-23:
- 2013[10]